# ملا باقر بالک
ملا باقر بالک (۱۲۷۴–۱۳۵۰) (به کردی: مەلا باقر موده ریسی بالک) مشهور به مدرس کردستانی فقیه، مفسر و محقق و شاعر کرد است. برای وی ۲۰۰ اثر در قالب کتاب و رساله و بیش از ۳۰۰ شاگرد ذکر نموده‌اند. وی از نوادگان والیان اردلان بوده است.

## زندگی
وی در سال ۱۲۷۴ در روستایی در نزدیک سنندج به دنیا آمد. پس از پایان تحصیل علوم دینی به روستای چور (مریوان) و در آنجا برای مدتی در آنجا سکنی گزید. سپس به روستای بالک مریوان رفت و تا پایان عمر خود در آنجا به تحصیل و تدریس پرداخت. ملا باقر عارفی زبده نیز بود و در نقشبندیان دارای اعتبار بسیار بود به طوری که از نزدیکترین اشخاص به شیخ محمد عثمان سراج الدین دوم و از خلفایش بود.
موفقیّت او در تدریس مراحل عالیه به آنجا رسیده است که نزدیک به سیصد طلبهٔ فارغ‌التحصیل در محضر او به اخذ «اجازه‌نامه» و حکم افتا و تدریس نایل آمده‌اند و غالب رجال برجسته و شخصیّتهای علمی در ایران و عراق از تحصیلکردگان مدرسهٔ آن استاد علاّمه بوده‌اند و موفقیت او نیز در تألیف کتب به آنجا رسیده است که بیش از پنجاه جلد کتاب و رساله را در علوم عقلی و نقلی و مطالب فقه شافعی به رشتهٔ تحریر درآورده است و دو جلد کتاب کلامی او که متن و شرحش هر دو به قلم آن استاد علامه نوشته شده است و متنش را «دُرر الجلالیه» به نام یکی از شاگردانش «جلال الدین» و شرحش را «الالطاف الالهیه» نامیده است چند سال قبل در ترکیه چاپ و در جوامع اشاعره در عراق و ایران منتشر شد. این اثر ایشان در علم کلام، کتابی است مفصل و مشتمل بر دیدگاه‌های خاص مؤلّف در مسائل علم کلام، استاد علاّمه در سال ۱۳۵۰ درگذشت و در دامنهٔ تپهٔ مشرف به مسجد و حجرهٔ تدریسش در بالک به خاک سپرده شد.

## برخی آثار
- مه‌حموودیه (کردی)
- حقیقة البشر (عربی)
- دیوان اشعار (عربی، فارسی و کردی)
- رساله در علم بیان
- رساله در علم وضع
- تحریر المقاصد
- رساله فی العقائد
- ارمغان جوانان
- شرح قصیدة بردیه
- مقدمة المنطق
- تعلیقات بر سیوطی
- تعلیقات بر تفسیر بیضاوی
- حواشی بر جامی
- تعلیقات بر شرح عقائد عضدیه
- حواشی بر شرح عقائد نسفیه
- شرح ارکان طریقت نقشبندیه
- الشهب الثاقبه فی رد المبتدعة الکاذبه
- فن الوضع
- شرح کتاب الإمام الربانی فی مبحث القضاء و القدر
- رساله در اقسام ادراک